# Liên hoan Sopot

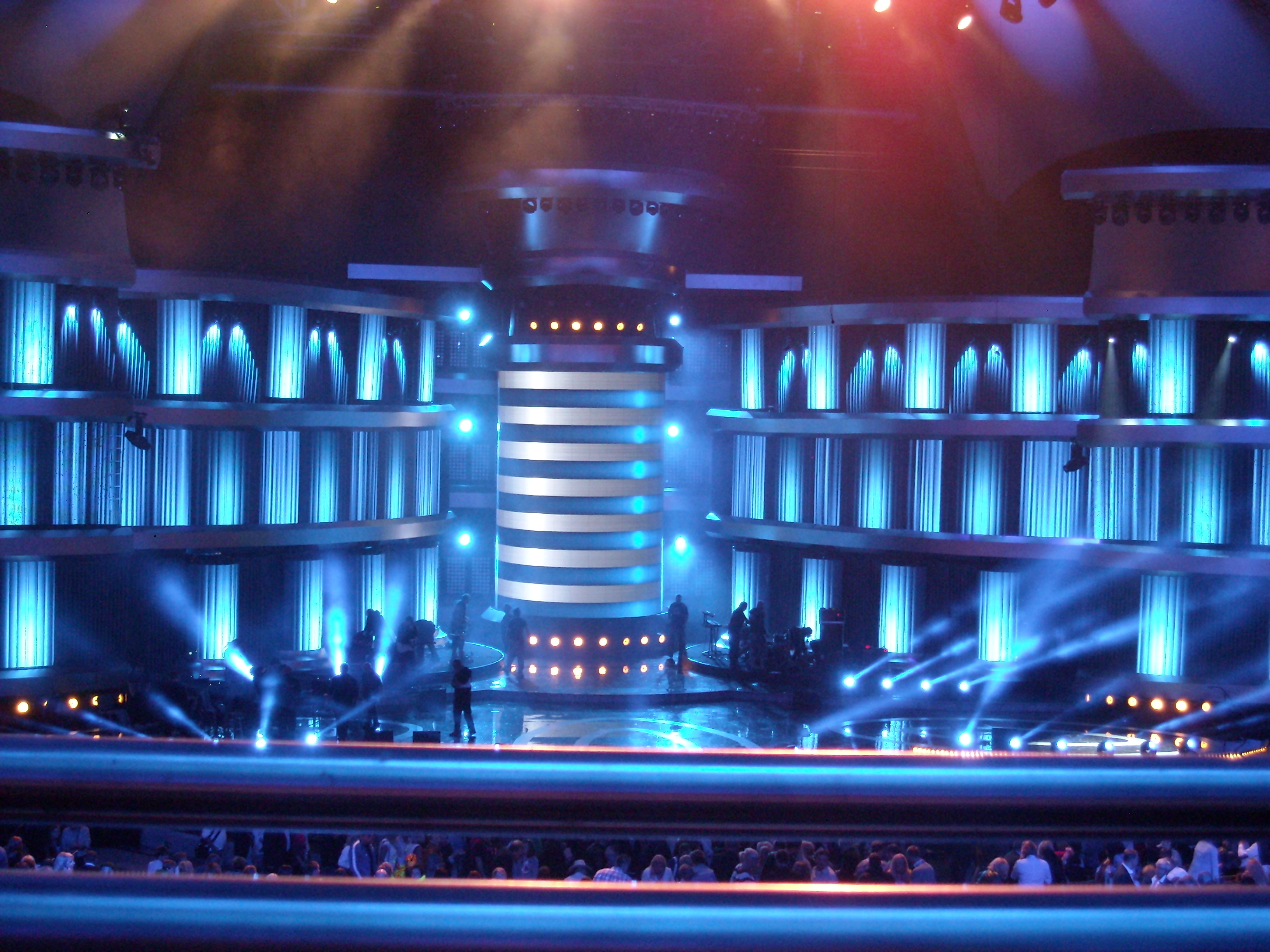
Sân khấu lễ hội (2013)

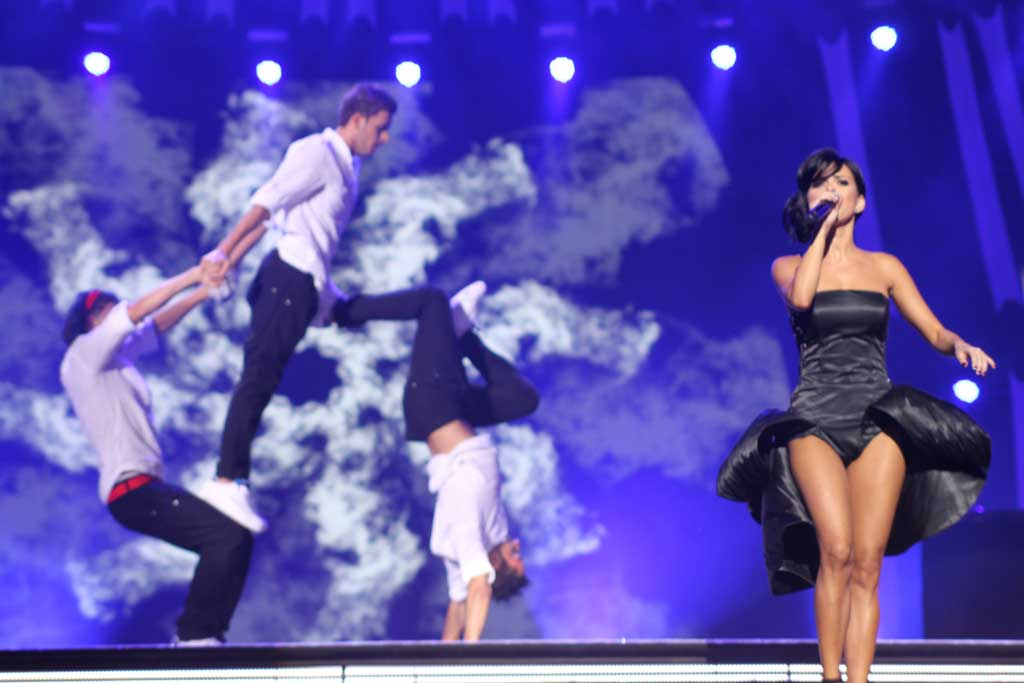
Ca sĩ Inna tại lễ hội (2009)

Liên hoan Sopot (tên ban đầu: Sopot International Song Festival, tiếng Ba Lan: Międzynarodowy Festiwal Piosenki, tạm dịch: Liên hoan bài hát quốc tế Sopot) là một lễ hội âm nhạc thường niên nổi tiếng được tổ chức tại thành phố nghỉ dưỡng Sopot, Ba Lan. Đây còn là một trong những lễ hội âm nhạc lớn nhất ở Châu Âu.
Liên hoan được tổ chức lần đầu tiên vào ngày 25 đến ngày 27 tháng 8 năm 1961 do nghệ sĩ dương cầm Władysław Szpilman khởi xướng. Trong giai đoạn 1961-1963, lễ hội được tổ chức tại hội trường của Xưởng đóng tàu Gdańsk. Từ năm 1964, địa điểm tổ chức lễ hội chuyển sang Nhà hát Opera Leśna ở Sopot.
Từ khi được tổ chức, lễ hội quy tụ dàn nghệ sĩ nổi tiếng từ khắp Ba Lan, Châu Âu và thế giới đến tham gia và trình diễn những ca khúc xuất sắc nhất. Nhiều nghệ sĩ đến từ các quốc gia không thuộc Châu Âu như: Hoa Kỳ, Cuba, Cộng hòa Dominica, Mông Cổ, New Zealand, Nigeria, Peru, Nam Phi và nhiều quốc gia khác đã góp mặt tại sự kiện này.

## Nghệ sĩ giành chiến thắng (theo quốc gia)
| Thắng | Quốc gia       | Năm                                                                                       |
| ----- | -------------- | ----------------------------------------------------------------------------------------- |
| 17    | Ba Lan         | 1967, 1968, 1972*, 1979, 1984, 1989, 1990, 1994, 1995, 1999, 2002, 2003, 2005, 2007, 2014 |
| 6     | Liên Xô        | 1963, 1972, 1976, 1978, 1980, 1984                                                        |
| 5     | Thụy Điển      | 1985, 1986, 2008, 2012, 2019                                                              |
| 4     | Hoa Kỳ         | 1966, 1973, 1986, 1988                                                                    |
| 4     | Vương quốc Anh | 1971, 1975, 1980, 2006                                                                    |
| 4     | Tiệp Khắc      | 1977, 1978, 1980, 1985                                                                    |
| 3     | Hy Lạp         | 1962, 1964, 1979                                                                          |
| 3     | Hà Lan         | 1985, 1987, 1997                                                                          |
| 2     | Pháp           | 1963*, 2013                                                                               |
| 2     | Phần Lan       | 1974, 1980                                                                                |
| 2     | Bỉ             | 1978, 2001                                                                                |
| 2     | Canada         | 1965, 1970                                                                                |
| 2     | Thụy Sĩ        | 1961, 1969                                                                                |
| 2     | Tây Đức        | 1984, 1987                                                                                |
| 1     | Nga            | 2018                                                                                      |
| 1     | Úc             | 2009                                                                                      |
| 1     | Cộng hòa Séc   | 2000                                                                                      |
| 1     | Ý              | 1998                                                                                      |
| 1     | Lithuania      | 1993                                                                                      |
| 1     | Áo             | 1992                                                                                      |
| 1     | Latvia         | 1991                                                                                      |
| 1     | Na Uy          | 1989                                                                                      |

*Nhiều hơn một nghệ sĩ chiến thắng trong năm đó.